# Clint Leemans
Clint Leemans (født 15. september 1995) er en hollandsk fodboldspiller, der spiller på midtbanen for Viborg FF. Leemans skiftede til Viborg FF i sommeren 2021 efter kontraktudløb hos PEC Zwolle i Æresdivisionen.

## Karriere
Leemans startede sin karriere i PSV Eindhoven, men nåede aldrig førsteholdet. Hos Jong PSV nåede han 87 kampe og var i en periode anfører, inden han i 2016 skiftede til VVV-Venlo. Siden er det også blevet til kampe for Waalwijk, De Graafschap og Zwolle. Samlet har han spillet 92 kampe i Æresdivisionen og 135 kampe i Hollands næstbedste række.
I maj 2023 blev det offentliggjort, at Leemans og Viborg FF ikke var nået til enighed om en forlængelse. Derfor stopper Leemans i klubben i sommeren 2023, hvor han har kontraktudløb. Han har været i Viborg siden sommeren 2021 og har spillet over 70 kampe for klubben. Ifølge Leemans har han fået et tilbud fra udlandet, som han vil forfølge, fremfor at forlænge med Viborg.